# ریچارد ماسور
ریچارد ماسور (انگلیسی: Richard Masur؛ زادهٔ ۲۰ نوامبر ۱۹۴۸) یک سیاست‌مدار اهل ایالات متحده آمریکا است.
از فیلم‌ها یا برنامه‌های تلویزیونی که وی در آن نقش داشته‌است می‌توان به دروازه بهشت، شش درجه جدایی، خیابان هانوور، تا مغز استخوان مبارزه کن، کثرت، انسینو من، میانگین فصل، دفتر مرکزی، دور از خانه، گواهی‌نامه رانندگی و پاریس را فراموش کن اشاره کرد.